# تخمه‌ژاپنی

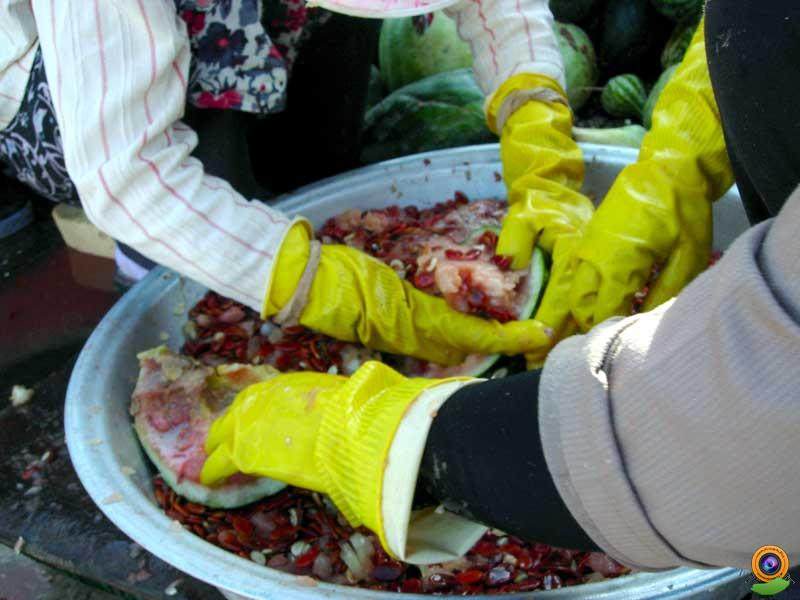
جداسازی تخمه‌ها به صورت دستی

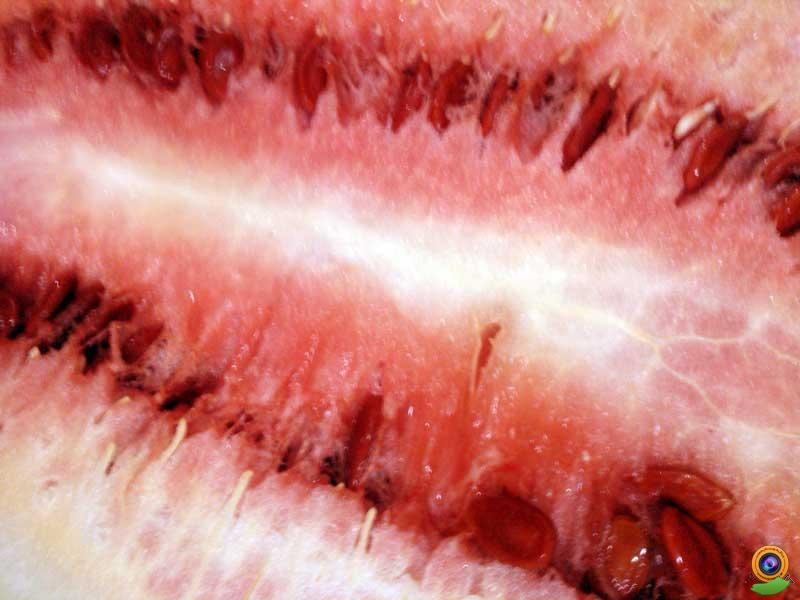
هندوانه آجیلی برش‌داده‌شده

تخمه‌جابانی یا تخمه‌ژاپنی نوعی آجیل و دانهٔ خوراکی است که در میان‌وعده‌ها و مخلوط آجیل خورده می‌شود. تخمه جابانی همان تخمهٔ هندوانه نیست بلکه تخم نوعی هندوانه است که قابل خوردن نیست و به «هندوانهٔ آجیلی» مشهور است.

## علت نامگذاری
این محصول را در شهر جابان (دماوند) (جابُن یا جابون) پرورش می‌دهند. باید دانست که این نوع تخمه در یکی از روستاهای اطراف دماوند، جابان (jâbân) که همسایه غربی سربندان بوده، کشت می‌شود و در واقع نام اصلی آن تخمه‌جابونی است.

## خواص
ترکیب‌های موجود در این تخمه مانند انواع دیگر است و مصرف متعادل آن می‌تواند از کم‌خونی، بی‌اشتهایی، سوءجذب و التهاب جلوگیری کند. کلسیم آن برای زنان یائسه در پیشگیری از ابتلا به پوکی استخوان مفید به نظر می‌رسد. یکی از منابع پروتئین، دانه هندوانه است. این دانه حاوی اسیدهای آمینه ضروری است. اسیدهای آمینه برای حفظ سلامت ماهیچه‌ها، تنظیم ترشح آنزیم‌ها و کمک به انتقال ریزمغذی‌ها به داخل سلول‌ها ضروری هستند.
یکی از منابع مهم دریافت چربی غیراشباع، تخمهٔ هندوانه است. این دانه سرشار از چربی غیراشباع و مفید است. این چربی برای همهٔ بافت‌های بدن و غشای سلول‌ها مفید بوده و مصرف آن باعث کاهش میزان چربی بد خون می‌شود.
بهترین شیوهٔ مصرف این دانه‌ها به صورت خام است هر چند به دلیل خوشمزه تر بودن به صورت بو داده و شور استفاده می‌شوند. به همین دلیل بو دادن این تخمه‌ها می‌تواند باعث افزایش میزان چربی آن شود؛ پس اگر دچار چربی خون هستید، باز هم در مصرف تخمه ژاپنی محتاط باشید.

## روش تهیه
این هندوانه پس از کاشت به دو صورت مورد استفادهٔ خشکبار قرار می‌گیرد:
1. در این حالت آن‌ها را برش داده و تخمه‌ها را از خود میوه جدا می‌کنند که کاری دشوار است.
2. با میله یا چوب دستی که برای همین کار فراهم شده در هر کدام از هندوانه‌ها سوراخی ایجاد می‌کنند که باعث می‌شود پس از چند روز حالت گندیده بودن بگیرد که راحت‌تر عمل جداسازی تخمه‌ها انجام می‌شود.

از میوهٔ آن به دلیل طعم و مزه تلخش استفادهٔ خوراکی انسانی نمی‌شود اما در خوراک دام مورد استفاده قرار می‌گیرد یا خشک شده و در کارهایی نظیر کود صنعتی استفاده می‌شود.